# فرديناند كيلر
فرديناند كيلر (بالألمانية: Ferdinand Keller)‏ (30 يوليو 1946 ميونخ ألمانيا - 11 ديسمبر 2023) هو لاعب كرة قدم ألماني يلعب كمهاجم.

## روابط خارجية
- فرديناند كيلر على موقع الاتحاد الأوربي (الإنجليزية)
- فرديناند كيلر على موقع قاعدة بيانات كرة القدم.إي يو (الإنجليزية)
- فرديناند كيلر على موقع بيانات كرة القدم. دي إي (الألمانية)
- فرديناند كيلر على موقع ناشيونال فوتبول تيمز (الإنجليزية)
- فرديناند كيلر على موقع عالم كرة القدم.نت (الإنجليزية)